# Tavaí
Tavaí (en guaraní: Tava'i) es un municipio del Departamento de Caazapá, Paraguay. Está ubicado a 313 km de la capital del país, Asunción. Se extiende sobre la serranía de Monte Rosario. Su principal vía de acceso es la ruta 8 "Blas Garay" .

## Toponimia
"Tavaí" significa en guaraní "Pueblito" o "Pequeño poblado". En 1992, este distrito se independizó de la ciudad San Juan Nepomuceno y fue declarado municipio en 1993. Su primer intendente fue don Lucidio Gamarra Franco. Cabe destacar que después del Sr. Lucidio Gamara el primer intendente elegido a través del voto popular fue el Sr. Albino Sanchez Monges periodo 
1996-2001 que ha dejado importante obras a través de su gestión tales como la edificación de la Municipalidad, matadero Municipal, Polideportivo municipal, plaza de los heroes entre otras obras importantes. 
Tiene varios cerros alrederdor del centro de la ciudad: cerro Mbatovi, cerro Verde, cerro Tupasy, cerro Mirador, cerro Kororó son los más importantes.
Tiene varias cascadas y arroyos; el Tebycuary mi, el Mboy chini, el Tamongey, Ñaro y varios más. Tiene muchas nacientes de agua dulce.

## Geografía

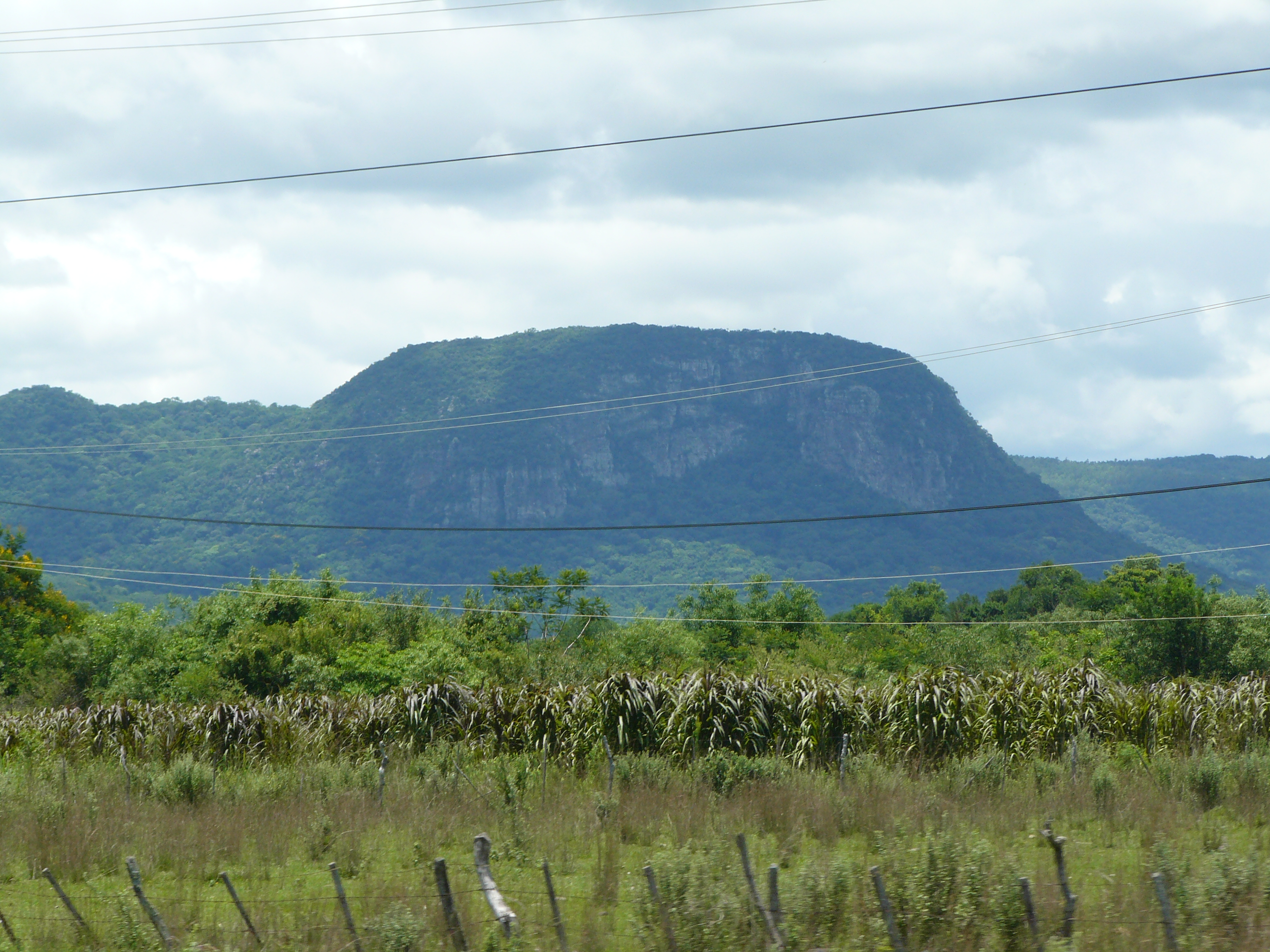
Tavai es parte de la serranía del Monte Rosario.

Tavaí está situada a 313 km de la ciudad de Asunción, en una Serranía de Monte Rosario, al este del Departamento de Caazapá, en medio de la Cordillera del Ybytyrusu.
Tiene el paisaje propio del Departamento de Caazapá, en el que las grandes planicies se encuentran con suaves lomadas de no más que 200 m de altura. 
La serranía del Monte Rosario es parte de la Cordillera de Caaguazú. El promedio de cerros que la componen tiene altura mediana. Por su rico bosque, este distrito es considerado como zona maderera; si bien, como otros territorios de la región occidental del Paraguay, ve esta riqueza amenazada por la explotación irracional del recurso natural.

### Clima
La temperatura media es de 21 °C, la máxima en verano 42 °C, y la mínima en invierno, 1 °C. Está situada en uno de los departamentos que registra mayor nivel de precipitaciones, por lo que el distrito es excelente para la explotación agropecuaria. La superficie plana de Tavaí es explotada desde hace una década por los habitantes brasileros en su mayoría para la agricultura siembra de soja, trigo, maíz, girasol, etc.

### Naturaleza
Tavaí posee como toda la región en que se asienta, una agreste vegetación, propia de la Ecorregión de la Selva Central.
Desde Tavaí se puede llegar al parque nacional de Caaguazú, ahora llamado parque nacional de Caazapá, en el que están refugiadas numerosas aves en peligro de extinción. También están cerca de la localidad los cerros Mbatovi, Ñu Kañy y Pacurí.
Por la insustentable deforestación, varias especies vegetales se encuentran en peligro en este distrito, entre ellos se puede citar al cedro, el yvyra paje, el yvyra asy, el nandyta. También se sabe de especies animales en riesgo de extinción en la región; como la tiririca, el margay, el lobopé y el aira´y, el kure ka, aguy. Incluso los cerros se están demoronando como el cerro Mbatovi por la deforestación indiscriminada y los arroyos se están secando, ya no tienen la misma profundidad de 10 años atrás. Se están extinguiendo los peces, los pájaros como el ynambu, piririta, tucán, loro por la caza furtiva de los campesinos de la zona. También la tala ilegal de lapachos, cedros: no quedan más de 1000 especímenes de estos árboles en toda la zona.

## Demografía
Tavaí tiene un total de 16 409 habitantes, según datos oficiales del censo paraguayo de 2022.

## Economía
La principal actividad es la agricultura de productos como: algodón, soja, caña de azúcar, maíz y mandioca
Por mucho tiempo fue considerada una zona maderera pero últimamente los grandes cultivos de soja están ganando terreno al bosque en incidencia económica para el distrito.

## Transporte
Situada a 313 km de la ciudad de Asunción, se llega Tavaí por un ramal de la Ruta VIII “Dr. Blas Garay”.
La ruta VIII “Dr. Blas Garay”, empalma con las rutas II y VII en Coronel Oviedo, y comunica a esta población con Caazapá, la capital del departamento y con el resto del país. El ramal Ñumí – Caazapá, de la ruta VIII llega hasta Villarrica. También está a 56 km la ciudad de San Juan Nepomuceno al oeste con la línea de San Juan Nepomuceno que une San Juan Neponuceno, Tava-i,une Tava-i, San Juan Nepomuceno, Villarrica, Coronel Oviedo hasta Asunción.

## Cultura
El 24 de septiembre es la fiesta patronal en honor a la Virgen de las Mercedes y el 8 de septiembre se realiza la visita al cerro de la Virgen de la Natividad. Esta última registra muchas visitas durante todo el año. Vienen de todas las ciudades aledañas incluso de Brasil, Argentina.